# Me Chama de bruna
Me Chama de Bruna est une série télévisée dramatique brésilienne vaguement basée sur l'histoire vraie de Bruna Surfistinha (le nom de plume de Raquel Pacheco), une ancienne travailleuse du sexe qui a attiré l'attention des médias brésiliens en publiant, dans un blog, ses expériences sexuelles avec des clients.  La série a été créée sur Fox Premium le 8 octobre 2016.

## Synopsis
Avant de devenir la prostituée la plus célèbre du Brésil, Raquel n'était qu'une adolescente de 17 ans de la classe moyenne qui rêvait de liberté. mais alors qu'elle quitte la maison de ses parents et adopte le pseudonyme de Bruna Surfistinha , elle va traverser un dangereux monde souterrain de sexe, de drogue et de violence : les douleurs de la croissance vont laisser des traces profondes dans sa personnalité,,,.

## Distribution

### Acteurs principaux
- Maria Bopp : Raquel / Bruna
- Simone Mazzer : Samira
- Nash Laila : Jessica
- Ariclenes Barroso : Lukas Pereira
- Jonas Bloch : Benito Pacheco
- Clarice Niskier : Wanda Pacheco
- Stella Rabello : Georgette
- Jonathan Haagensen : Zé Ricardo
- Luciana Paes : Mónica

- Carla Ribas : Stella
- Suzana Kruger : Nancy
- Rodrigo García : Assis
- Perfeito Fortuna : Claudionor Ferreira
- Wallace "Wallie" Ruy : Michelle
- Isabelle Ribas : Ketlyn
- Gabriel Godoy : Marcelo
- Thierry Tremouroux : Renê

- Maitê Proença : Miranda
- Érika Puga : Eliane
- Li Borges : Suelen
- Álamo Facó : Zeca
- Ravel Andrade : Paulo Maranhão (Paulinho)
- MV Bill : Cícero
- Enzo Romani : Alberto Maranhão (Beto)
- Ana Hartmann : Marcinha
- Ivan Mendes : Pedro
- Lica Oliveira : Camila

- Debora Ozório : Alice